# آرزوی نهایی
آرزوی نهایی یا آخرین آرزو (به انگلیسی: The Final Wish) یک فیلم ترسناک و معمایی آمریکایی محصول ۲۰۱۸ به نویسندگی جفری ریدیک، جاناتان دویل و ویلیام هالفون به کارگردانی تیموتی وودوارد جونیور با بازی لین شی و مایکل ولچ است. این فیلم در ۱۷ اکتبر ۲۰۱۸ در جشنواره فیلم‌های ترسناک اسکریمفست منتشر شد.

## داستان
داستان فیلم در مورد پسری( آرون ) است که بعد از مدتها دوری از خانه خود با شنیدن خبر مرگ پدرش به خانه میگرد تا هم مادرش از تنهایی در بیاید و هم در فراموش کردن این غم بزرگ کمکش کند به همین دلیل تصمیم میگیرد که هر وسیله‌ای که مربوط به پدرش است را از جلوی چشم بردارد تا اینکه در میان وسایل چشمش به یک ابزار مرموز می‌افتاد که به مرور زمان باعث رخداد اتفاقات ترسناک و مرموزی در خانه میشود و…